# Hongren
Cette page contient des caractères spéciaux ou non latins. S’ils s’affichent mal (▯, ?, etc.), consultez la page d’aide Unicode.
Cinquième patriarche du Chan
Daoxin Huineng
Hongren ou Hong-Jen (弘忍, jap. Daiman Konin) 601-674 ou 675, fut le cinquième patriarche de la lignée légitime du bouddhisme chan.

## Biographie
Né dans une famille Zhou (周) de Huangmei (黃梅) au Hubei, il entra à 7 ans au monastère et fut pendant 30 ans disciple de Daoxin. Ils sont tous deux considérés comme les fondateurs de l’école Dongshan (東山) ou Mont oriental, autre nom du mont Fengmao (馮茂山) situé dans le comté de Huangmei. Il semble que les maîtres de Dongshan enseignaient à la fois la voie graduelle et la voie subite, et accordaient une grande importance au Lankavatara Sūtra.
Selon le Trésor du dharma des générations (歷代法寶記), histoire anonyme de l’école Chan mettant en valeur la branche du Sud, en 660 l’empereur Gaozong des Tang l’aurait invité, mais il aurait refusé de quitter son monastère. Gaozong lui aurait néanmoins fait parvenir des présents en gage d’admiration. Selon le même ouvrage, la crainte de ses pouvoirs aurait mis en fuite des rebelles assiégeant l’actuelle Ji'an, mais cet exploit est également attribué à son maître Daoxin dans d’autres sources. Le seul siège confirmé étant celui de 617 par l’armée de Liang Shanghui (梁尚慧), Daoxin est en effet un meilleur candidat que Hongren.
En 674 ou 675, il aurait demandé à son jeune disciple Xuanze (玄賾) de lui faire élever un stupa en prévision de sa mort. Le lettré Lu Qiujun (閭丘均) aurait composé son épitaphe. Le Livre des Tang postérieurs le fait mourir en 674, mais ses autres biographies, y compris celle écrite par Xuanze, Histoire des moines du Lanka (楞伽人法志), situent sa mort en l’an 5 de l’ère Xianheng ou en l’an 2 de l’ère Shangyuan, soit plutôt 675.

## Disciples

### Successeurs
Plus intéressantes pour l’histoire du Chan sont les divergences dans la liste des disciples qu’il charge à sa mort de propager son enseignement. Dans le Trésor favorable à l’école du Sud, Hongren remet à Huineng bien avant sa mort le bol et la robe qui le désignent comme héritier, et le cite en premier dans ses dernières volontés. Dans les Moines du Lanka de Xuanze, rédigé plus tôt, Hongren désigne Shenxiu comme successeur en lui remettant le Lankavatara Sūtra. Neuf autres disciples sont cités, Huineng est le septième.

### Autres disciples
En dehors des patriarches Huineng et Shenxiu, ceux dont on a gardé des traces sont Zhishan (智詵), Xuanze, Lao’an (老安) et Faru (法如): 
- Zhishan (608-702) ：né Zhou (周), originaire du Henan, il commença sa carrière de moine au monastère de Dechun (德純) au Sichuan où ses parents s’étaient installés. Il est considéré comme le fondateur des branches Jiannan (劍南) et Baotang (保唐) du Chan.
- Xuanze : né Wang (王), originaire de Taiyuanqi (太原祁), il se retira sur le mont Shou (壽山) dans le Hubei. En 708, il fut appelé à Luoyang par l’empereur pour y prêcher. Il est l’auteur de l’Histoire des moines du Lanka, sur lequel sont basées presque toutes les biographies des maîtres de la lignée originelle du Chan.
- Lao’an (584-702) : né Wei (衛), originaire de Jingzhou (荊州), il avait pour nom religieux Hui’an (惠安 ou 慧安). Le plus âgé du lot, d’où son surnom de lao (vieux), il avait rejoint Hongren sur le tard. Il enseignait au monastère Huishan (會善) sur le mont Song.
- Faru (638-689) né Wang (王), originaire du Shanxi. Disciple de Hongren pendant 16 ans, il s’installa au monastère Shaolin où il eut de nombreux élèves.

　　
L’ouvrage Essentiel de la pratique vers la sainteté, l'illumination et la délivrance de l’école du moine Ren de Qizhou (蘄州忍和尚導凡趣聖悟解脫宗修心要論) découvert à Dunhuang présente l’enseignement de Hongren.